# Powstanie Lê Lợia
Powstanie Lê Lợia w Wietnamie miało miejsce w latach 1418–1427.
W roku 1418 doszło w Wietnamie do wybuchu antychińskiego powstania pod wodzą właściciela ziemskiego Lê Lợia. Baza powstańców znajdowała się w prowincji Thanh Hóa a od roku 1424 w Nghệ An. W roku 1425 siły powstańcze oswobodziły niemalże całą południową część kraju.
W kolejnym roku do Wietnamu przybył chiński generał Wang Tong na czele 50 000 armii. We wrześniu 1426 r. armiom powstańczym udało się okrążyć siły chińskie w stolicy kraju. W październiku 1427 r. w rejon wąwozu Lạng Sơn wkroczyła kolejna chińska armia licząca 100 000 ludzi. Lê Lợi przygotował zasadzkę w wąwozie Chi Lăng, po czym rozbił siły chińskie biorąc 30 000 jeńców. Na wieść o klęsce Wang Tong poprosił o pokój, który zawarto w dniu 29 grudnia 1427 r. W jego wyniku siły chińskie wycofały się z zajmowanego od roku 1407 Wietnamu.